# اثربخشی سازمانی
اثربخشی سازمانی (به انگلیسی : Organizational effectiveness) ، مفهومی است که سازمانها در اندازه گیری میزان مؤثر بودن فعالیت های خود در دستیابی به نتایج مد نظر استفاده می کنند.مزیت اثربخشی سازمانی این است که میتواند برای ارزیابی انتقادی و بهبود فعالیت های سازمانی استفاده شود.اثربخشی سازمانی میزان دستیابی بنگاه ها به اهدافی را که در مورد آن تصمیم گرفته‌اند، تجسم می‌دهد.

## مدل های اقتصادی اثربخشی سازمانی
در علم اقتصاد، اثربخشی سازمانی بر حسب سودآوری و به حداقل رساندن مشکلات کار تعریف می شود. از آنجایی که بازار کار تحت فشار عرضه و تقاضا است، بنگاه ها باید مشوق‌هایی را ارائه دهند که نه کم باشد تا متقاضیان را از درخواست منصرف کند، و نه به‌طور غیرضروری بالا باشد که توانایی حداکثرسازی سود بنگاه را کاهش دهد.
از آنجایی که اثربخشی سازمانی در طیف گسترده ای از عملکردهای سازمانی به کار می رود، چندین مدل مختلف برای دستیابی به انعطاف پذیری در بین سازمان هایی با وظایف و اهداف مختلف توسعه یافته است.
1. رویکرد دستیابی به هدف، اثربخشی سازمانی را با تعیین میزان دستیابی بنگاه به اهدافی که تعیین کرده است، تعیین می کند. این مدل دامنه وسیعی دارد و نیاز به ارزیابی کمی از حداکثر کردن سود و بهره وری یک بنگاه، ارزش سهامداران و تأثیر اجتماعی و زیست محیطی آن دارد. این رویکرد منوط به این فرض است که سازمان‌ها منطقی و هدف‌محور هستند و نتیجه را بر ابزارهای دستیابی به اثربخشی سازمانی اولویت می‌دهند.با این وجود، بسیاری از محققین معتقدند که این پارادایم ناقص است، زیرا صرفاً پیش‌فرض می‌گیرد که سازمان‌ها به میزانی که اهداف خود را برآورده می‌کنند، مؤثر هستند. علاوه بر این، تعیین اهداف می تواند دشوار باشد، که می تواند اندازه گیری را مختل کند، و تفاوت در روش های اندازه گیری می تواند مقایسه سازمان ها را دشوار کند. در نهایت، سازمان‌ها ممکن است نتوانند ارزیابی‌های تأثیر کاملی را انجام دهند که قادر به ایجاد مستندات علّی باشد.
2. رویکرد منابع سیستمی، سازمان را به عنوان یک رابطه متقابل از زیرسیستم‌هایی می‌بیند که با هم برای تأثیرگذاری بر نتایج مطلوب هر سازمان عمل می‌کنند.در نتیجه، اگر هر زیر سیستمی نقش خود را ضعیف انجام دهد، عملکرد کل سیستم تحت تأثیر منفی قرار می گیرد.با استفاده از این رویکرد، اثربخشی سازمانی با توجه به ورودی‌های محیطی سازمان، روابط متقابل بین بخش‌های تشکیل‌دهنده آن، میزان انعطاف‌پذیری شرکت برای پاسخگویی به تغییرات در بازار، و سطح کارایی یک سازمان در هنگام ارائه سنجیده می‌شود. خروجی.
3. رویکرد حوزه‌های راهبردی نشان می‌دهد که اثربخشی سازمانی با توجه به توانایی سازمان در برآوردن خواسته‌های اعمال شده توسط سهامداران عمده - یا "مؤلفه‌های تشکیل دهنده" تعیین می‌شود، که از آن‌ها برای باقی ماندن به حمایت مستمر نیاز دارد. این مدل فرض می کند که یک سازمان از چندین عرصه سیاسی با منافع اختصاص یافته تشکیل شده است که برای کنترل منابع محدود رقابت می کنند.از آنجایی که بنگاه برای ادامه حیات خود باید نیازهای این بخش های تشکیل دهنده را برآورده کند، اثربخشی با اطمینان از برآورده شدن نیازها و انتظارات حوزه های راهبردی حاصل می شود.این مدل همچنین تغییرات در محیط اطراف را به حساب می‌آورد که به موجب آن یک سازمان باید به‌طور راهبردی اولویت بندی کند که کدام حوزه‌ها برای بقای مداوم آن اساسی‌ترین هستند تا به طور مؤثر عمل کنند.

## رویکردهای اصلی اثربخشی
رویکردهای چند بعدی
تکنیک چند بعدی اثربخشی را در چند بعد به طور همزمان اندازه گیری می کند. اغلب در ارتباط با رویکرد تحقق هدف و روش منابع سیستم استفاده می شود.چارچوب ارزش رقابتی نسخه ای از روش چند بعدی است که سه بعد ارزشی را که در قلب اکثر تعاریف قانونی قرار دارند، پوشش می دهد. آنها عبارتند از: تمرکز سازمانی، ساختار سازمانی، ابزار سازمانی و اهداف سازمانی.در موقعیت‌های مختلف، این روش‌های چند بعدی صرفاً منعکس‌کننده این واقعیت هستند که به قول استارباک و نیستروم، «سازمان‌ها دارای اهداف مبهم، تا حدی غیرقابل مقایسه و نامتجانس هستند».
رویکرد شهرت
روش شهرت الزامات اعتبار را با رضایت نظر دهندگان ترکیب می کند. اثربخشی معیارهای شهرت اغلب بر اساس ادراکات گزارش شده مصرف کنندگان، کارمندان یا متخصصان بیرونی اندازه گیری می شود.